# Sergej Gorbok

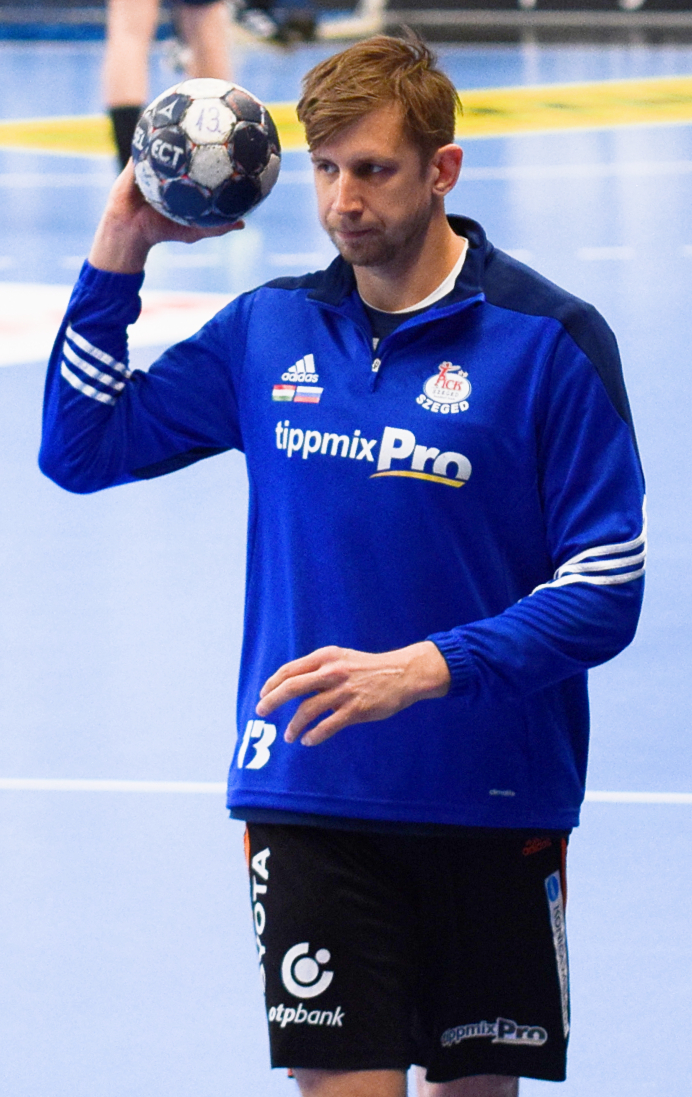
Sergej Gorbok, 2017.

Sergej Valerjevitj Gorbok (ryska: Серге́й Вале́рьевич Горбо́к, belarusiska: Сярге́й Вале́р’евіч Гарбо́к, Siarhej Valerjevitj Harbok, łacinka: Siarhiej Valerjevič Harbok), född 4 december 1982 i Minsk, Vitryska SSR i Sovjetunionen (nuvarande Belarus), är en belarusisk-rysk handbollstränare och tidigare handbollsspelare (vänsternia). Han spelade 2001–2009 för Belarus landslag (42 landskamper och 193 mål) och bytte sedan till att spela för Rysslands landslag, 2012–2020, där det blev 82 landskamper och 243 mål.

## Klubbar
- HK Arkatron Minsk (1994–2003)
- ZTR Zaporizjzja (2003–2005)
- RK Celje (2005–2007)
- Rhein-Neckar Löwen (2007–2010)
- GK Tjechovskije Medvedi (2010–2013)
- Rhein-Neckar Löwen (2013–2014)
- RK Vardar (2014–2016)
- SC Pick Szeged (2016–2018)
- RK Vardar (2018–2020)